# Torre Alta
 Torre Alta o Torrealta es una antigua torre vigía situada en la localidad de San Fernando (Cádiz, España). Formaba parte del sistema de torres de vigilancia costera, ordenado por Felipe II para prevenir a la población de ataques de piratas berberiscos. Esta torre enlazaba con la Torre Tavira de Cádiz.

## Historia
Durante el siglo XVI y el siglo XVII la bahía de Cádiz sufrió el ataque de bandas piratas. En 1553 el pirata Barbarroja intentó apoderarse de Cádiz, en 1587 el pirata Francis Drake saqueo la bahía y, en 1596, una escuadra anglo-holandesa atacó y saqueo la ciudad. Para hacer frente a futuros ataques se construyeron una serie de torreones defensivos a lo largo de toda la costa del golfo de Cádiz. 
La Torre Alta de la antigua Isla de León se construyó en unos terrenos pertenecientes al conde de Torre Alta a principios del siglo XVII, dentro del conjunto de torres de la costa de la Luz ; aunque la primera referencia en la que se nombre este lugar data de marzo de 1524l (según las investigaciones de Andrés Ruiz Pizones),

Los Fonte, dueños de esta Isla, vendieron la heredad de Torre Alta a un comerciante genovés afincado en Cádiz llamado Pedro Antonio Pascua para plantaciones de viñas...
Marzo de 1524

Desde 1805 a 1820, en esta torre se instaló un telégrafo óptico militar que se comunicaba a través de otras torres con  el telégrafo principal, en el Gobierno Militar de Cádiz, mediante el sistema telegráfico del ingeniero Francisco Hurtado (enlace roto disponible en Internet Archive; véase el historial, la primera versión y la última). (inventado por el marqués de Ureña). En el siglo XIX, hay testimonios de Pascual Madoz y Ramón de Santillán sobre la presencia de este telégrafo, aunque recientemente José Pettenghi Estrada y María Pemán lo recordaban en sus publicaciones sobre Ureña. Durante el asedio francés (1810-1814), las observaciones de los vigías españoles (situados en Torre Alta y otros lugares) se publicaron en la sección "Partes telegráficos de la línea Archivado el 30 de agosto de 2017 en Wayback Machine. [de telegrafía óptica] ", en losperiódicos gaditanos El Conciso y El Redactor General.
A los pies de la torre tuvo lugar, durante la Guerra de Independencia Española, la jura de la Constitución Española de 1812 por parte de las tropas acantonadas en la villa, que resistían el asedio de las fuerzas napoleónicas.

### Comunicaciones con Torre Tavira
La Torre Alta se comunicaba con la Torre Tavira de Cádiz. Para ello, los vigías utilizaban un sistema basado en el uso de diferentes códigos de banderas. Por ejemplo, se utilizaban cuatro tipos de banderas, que, combinadas de diferentes maneras, formaban un total de cuarenta y nueve señas.  Los cuatro tipos de banderas eran: Bandera (cuadrada); Rabo de Gallo (triángulo); Corneta (con dos triángulos); y Gallardete (estrecha y larga). Más tarde se añadió una bola que, colocada en distintas posiciones, indicaba la nacionalidad del barco que se aproximaba.
Aunque en 1762 el marino Antonio Tavira comunicó un "Plan de señales que se ejecutarán en la Torre Vigía de Cádiz... [Torre Tavira]" [Ver Archivo General de Simancas. MPD, 15, 081Secretaría de Marina, 00206], en 1779  Antonio Valdés presentó un "Plano de señales reservadas que se ejecutarán en la torre de la vigía de Cádiz [Torre Tavira] para la comunicación con el departamento de la Isla de León [Torre Alta, en San Fernando]." [Ver A.G.S. – MP Y D. XVI-33] . En 1802, se publica en la Real Isla de León (actual San Fernando) las Señales que ha de hacer la torre alta, para inteligencia de la de Tavira, y los buques que esten en bahía, ó a la vista de esta última torre : dispuestas en el año de 1802..

## Descripción
La torre cuenta con una planta cuadrada y una altura de 18 metros. Construida en piedra ostionera (aunque actualmente está pintada de blanco), posee tres habitaciones repartidas en sus plantas. A la azotea se accede por escalera formada sobre un arco cubierto y que antiguamente tenía un puente levadizo. 

## Situación
Torre Alta está situada en el centro de la ciudad de San Fernando, en una elevación conocida como Pago o Cerro de Torre Alta. A tan solo 120 metros de la torre se encuentra el Real Instituto y Observatorio de la Armada (ROA). También muy próxima al torreón se encuentra otra torre más pequeña, conocida como Torrechica. A los pies del recinto de las dos torres y el observatorio se encuentra un parque, llamado parque del Barrero (Campo de la Constitución).

## Conservación y protección
Fue declarado Bien de Interés Cultural con la categoría de Monumento. Bajo la protección de la Declaración genérica del Decreto de 22 de abril de 1949, y la Ley 16/1985 sobre el Patrimonio Histórico Español. 

## Visitas
Regularmente se organizan visitas a la Torre.